# Synostwo Boże

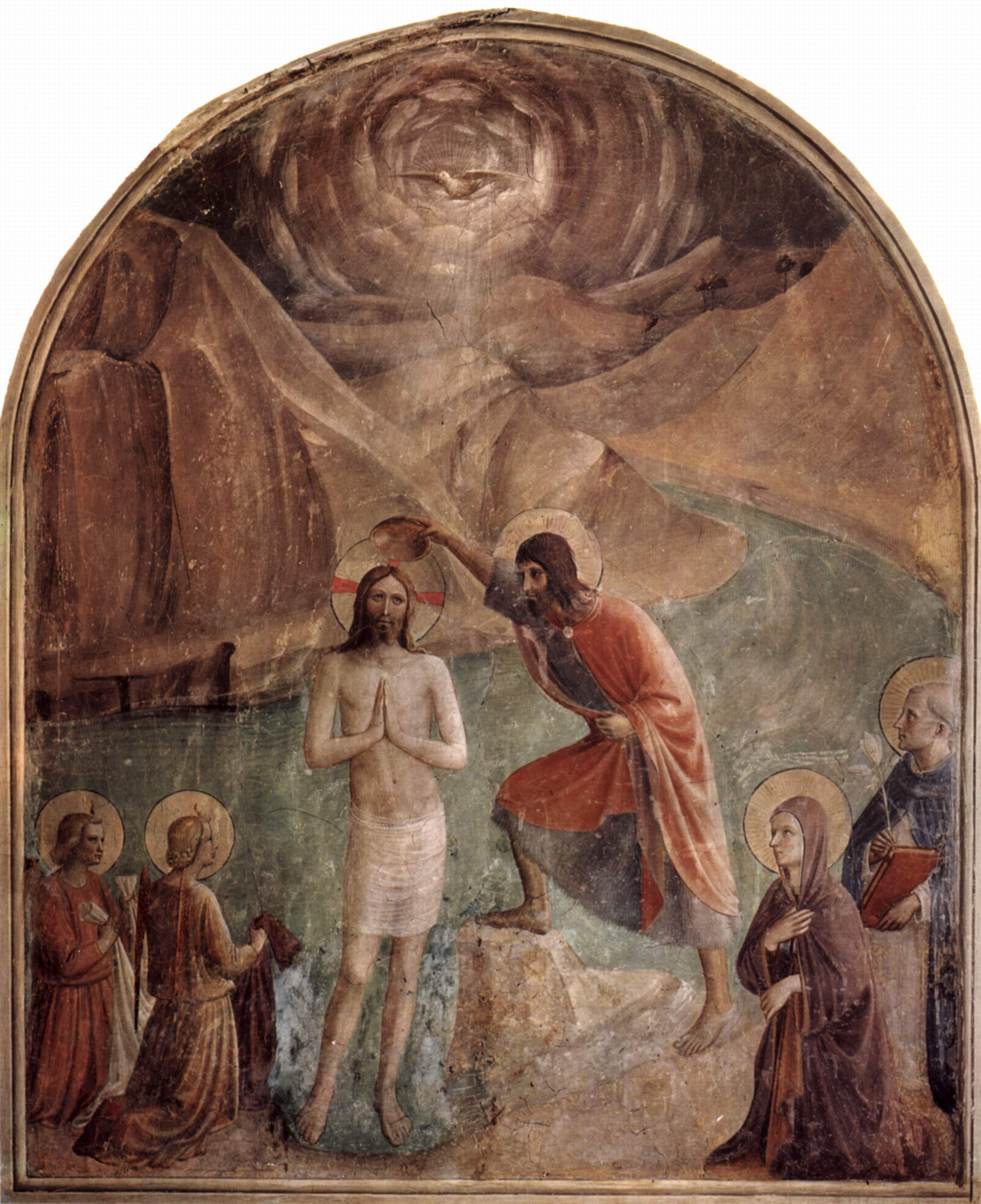
Fra Angelico: Chrzest Pański

Synostwo Boże, Dziecięctwo Boże – chrześcijańskie pojęcie opisujące wiarę w to, że Jezus Chrystus jest Synem Bożym i że wszyscy ochrzczeni, odkupieni przez Chrystusa, stają się synami (i córkami) Boga przez adopcję. Z powodu korzeni biblijnych, doktryna ta jest obecna u większości wyznań chrześcijańskich, jednak pojęcie Synostwa Bożego jest używane przede wszystkim przez katolików.

## Główne konsekwencje dla życia chrześcijańskiego
Synostwo Boże to fundament innych chrześcijańskich wierzeń:
- Powierzenie się Boskiej Opatrzności, ponieważ Jezus powiedział, że "Ojciec wasz wie, czego wam potrzeba (Mt 6,31)
- Pobożność dziecka, ponieważ jest to warunek wejścia do Królestwa Niebieskiego. (Mt 18:3-4; KKK 526)
- Nazywanie Boga Ojcem i proszenie go w naszych potrzebach. Patrz: Ojcze Nasz.
- Traktowanie liturgii jako "spotkania dzieci Bożych z ich Ojcem, Chrystusem i Duchem Świętym". (KKK 736)
- Miłość do Kościoła (KKK 845, 1474)
- Znaczenie chrztu, przez którzy chrześcijanie stają się dziećmi Bożymi (KKK 1243).
- Odgrywanie roli syna marnotrawnego.(KKK 1468)
- Naśladowanie Chrystusa w życiu (KKK 1694)
- Umiłowanie wolności (KKK 1828)
- Życie posłuszeństwem (KKK 2825).

Wymienione powyżej skutki synostwa bożego umożliwiają wejść na drogę dziecięctwa duchowego wyrażającego się poprzez życie prostoty, pokory i zawierzeniu się Bogu. Zawierzenie takie nie ma nic wspólnego z infantylizmem. Prawdziwe dziecięctwo duchowe niesie ze sobą dojrzałość umysłu, spojrzenie nadprzyrodzone, rozważanie wydarzeń w świetle wiary i na mocy darów Ducha Świętego, a wraz z tą dojrzałością - prostotę, brak komplikacji wewnętrznych.

## W Starym Testamencie
Pojęcie Synostwa Bożego istniało już u Żydów w Starym Testamencie.
W Starym Testamencie tytuł syna Bożego jest nadawany:
- aniołom[3],
- ludowi wybranemu[4]
- dzieciom Izraela[5]
- królom Izraela (jako przedmiot szczególnego wybrania, wyrażonego w Bożej obietnicy przekazanej Dawidowi przez proroka Natana: „Ja będę mu ojcem, a on będzie mi synem”)[6]
- mężowi sprawiedliwemu, biblijnemu typowi Mesjasza[7].

Oznacza on wówczas przybrane synostwo, które wprowadza między Bogiem i stworzeniem związki szczególnej bliskości.
Świadomość przybrania za synów Bożych staje się istotnym elementem kształtowania relacji między Bogiem a ludźmi w religii żydowskiej. Na tej świadomości opiera się zarówno nadzieja przyszłego odrodzenia, jak i wiara w zapłatę po śmierci.